# 隆埃爾姆 (堪薩斯州)
隆埃爾姆（英語：Lone Elm）是一個位於美國堪薩斯州安德森縣的城市。

## 地方資料
根據2010年美國人口普查的數據，隆埃爾姆的面積為0.18平方千米，當中陸地面積為0.18平方千米，而水域面積為0.00平方千米。當地共有人口25人，而人口密度為每平方千米138.89人。